# Louis Puissant
Louis Puissant   (Le Châtelet-en-Brie, 22 de setembre de 1769 - París, 10 de gener de 1843) va ser un matemàtic i geògraf francès que fou director de l'Ecole impériale des ingénieurs-géographes.

## Biografia
Nascut en una família d'agricultors que van morir quan ell era menut, va ser educat per un enginyer anomenat Lomet. El 1790 va començar a treballar al Dépôt Général de la Guerre (intendència de l'exèrcit) a París, on aprofita per assistir a classes de l'École Normale Supérieure i l'École polytechnique. Després d'uns anys (1797-1802) fent de professor a Agen, retorna al Dépôt con enginyer geògraf, abans de ser nomenat, el 1803, professor de l'escola militar de Fontainebleau. Finalment, des de 1809 fins a la seva jubilació el 1833, va dirigir l'École Imperiale de Géographes, en la que va tenir una influència determinant en els mètodes d'ensenyament.
El 1828 va ser escollit membre de l'Acadèmia Francesa de les Ciències.
Va morir el 1843 mentre preparava una tercera edició del seu Traité de Topographie.Puissant va publicar les següents obres:
- Recueil de diverses propositions de géométrie résolues ou démontrées par l'analyse algébrique (Agen, 1801).[7]
- Traité de Géodésie (1805), del que es va fer una segona edició molt augmentada, en dos volums, el 1819[8][9] i encara una altra el 1842, just un any abans de la seva mort.[10]
- Traité de Topographie, d'arpentage et de nivellement (1807),[11] amb segona edició el 1820.[12]
- Cours de mathématiques rédigé pour l'usage des écoles militaires (1809), juntament amb altres professors de Fontainebleau.[13]

També va publicar un gran nombre de comunicacions a l'Acadèmia de Ciències, entre les quals destaquen les del 2 de maig de 1836 i del 4 de juny de 1838, en les que senyalava un error de mesura en la distància meridiana entre Montjuïc i Formentera que havien fet anys abans Méchain i Arago i que va encetar una fructífera polèmica sobre la forma de la Terra.
François Arago en el seu discurs fúnebre va dir:
| «                                                             | Ningú es sorprendrà que el mot Geodèsia faci venir al cap dels qui el pronuncien el nom del nostre col·lega. No és pas una minúcia, senyors, haver-se convertit en la personificació d'una bonica ciència. | » |
| — François Arago, Discurs fúnebre a la mort de Louis Puissant | |   |

## Galeria d'imatges

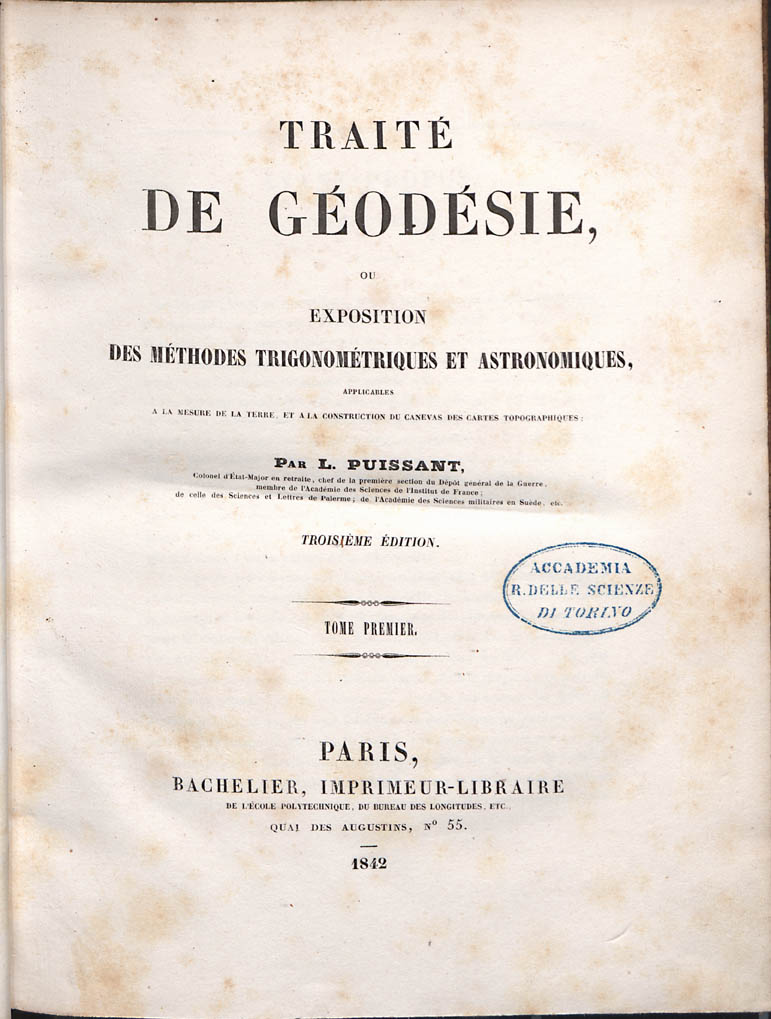
Traité de géodésie, 1842